# Општина Сохату (Калараш)
Сохату (рум. Sohatu) општина је у Румунији у округу Калараш.
Oпштина се налази на надморској висини од 53 m.